# Municipio de Pretty Rock
El municipio de Pretty Rock (en inglés: Pretty Rock Township) es un municipio ubicado en el condado de Grant en el estado estadounidense de Dakota del Norte. En el año 2010 tenía una población de 13 habitantes y una densidad poblacional de 0,14 personas por km².

## Geografía
El municipio de Pretty Rock se encuentra ubicado en las coordenadas 46°9′27″N 101°48′35″O / 46.15750, -101.80972. Según la Oficina del Censo de los Estados Unidos, el municipio tiene una superficie total de 92.78 km², de la cual 92,76 km² corresponden a tierra firme y (0,02 %) 0,02 km² es agua.

## Demografía
Según el censo de 2010, había 13 personas residiendo en el municipio de Pretty Rock. La densidad de población era de 0,14 hab./km². De los 13 habitantes, el municipio de Pretty Rock estaba compuesto por el 100 % blancos. Del total de la población el 0 % eran hispanos o latinos de cualquier raza.